# Pterorhinus gularis
Pterorhinus gularis là một loài chim trong họ Leiothrichidae.